# Germandrée de Rouy
Teucrium rouyanum
Espèce
La Germandrée de Rouy, Teucrium rouyanum, est une espèce de plantes à fleurs de la famille des Lamiacées, endémique de la région des Causses dans le sud du Massif central.

## Habitat
C'est une plante de rocaille calcaire et de pelouses sèches (pelouses basophiles sub/supraméditerranéennes et mésoxérophiles), endémique de la région des Grands Causses dans le sud du Massif central. On la retrouve souvent en exposition sud.